# Reynaldo Orozco
José Reynaldo Orozco Álvarez (La Cruz; 24 de noviembre de 1931-Managua; 11 de septiembre de 2004) fue un futbolista costarricense que jugaba como defensa.

## Selección nacional
Fue parte de la selección de Costa Rica que jugó en el Campeonato Panamericano de 1956, donde obtuvo el tercer puesto y el Campeonato Centroamericano y del Caribe de 1955, ganando el trofeo.

## Clubes
| Club                    | País        | Año       |
| ----------------------- | ----------- | --------- |
| La Libertad             | Costa Rica  | 1950-1964 |
| Atlético Marte (cesión) | El Salvador | 1961-1962 |
| Flor de Caña            | Nicaragua   | 1964-1966 |

## Palmarés

### Títulos internacionales
| Título                                  | Equipo     | Sede     | Año  |
| --------------------------------------- | ---------- | -------- | ---- |
| Campeonato Centroamericano y del Caribe | Costa Rica | Honduras | 1955 |